# Trichoridia
Trichoridia is een geslacht van vlinders van de familie Uilen (Noctuidae), uit de onderfamilie Cuculliinae.

## Soorten
- T. albiluna Hampson, 1905
- T. canosparsa Hampson, 1894
- T. cuprescens Hampson, 1905
- T. dentata Hampson, 1894
- T. endroma Swinhoe, 1893
- T. eristica Püngeler, 1906
- T. flavicans Draudt, 1950
- T. fulminea Leech, 1900
- T. herchatra Swinhoe, 1893
- T. junctura Hampson, 1894
- T. leuconephra Draudt, 1950
- T. sikkimensis Moore, 1881
- T. warreni Plante, 1990